# Falsomesosella subunicolor
Falsomesosella subunicolor es una especie de escarabajo longicornio del género Falsomesosella, tribu Mesosini, subfamilia Lamiinae. Fue descrita científicamente por Breuning en 1969.

## Descripción
Mide 7-8 milímetros de longitud.

## Distribución
Se distribuye por Asia.